# Reino viquingue de Mann
Não confundir com Reino de Mann e as Ilhas, cuja origem foi escandinava, mas seu máximo apogeu corresponde a um período posterior à Era Viquingue.
O Reino viquingue de Mann foi um enclave hiberno-nórdico na Ilha de Man vinculado principalmente às Hébridas, e corresponde ao período anterior à conquista de Man por Gudrodo Crovan no ano 1079, cuja história se recolhe na fonte histórica principal conhecida como Crônicas de Mann.
A primeira constância de incursões viquingues centram-se entre os anos 800 e 815. Entre 850 e 990 teve uma imigração em massa da Escandinávia, o que gerou a  criação de assentamentos permanentes mais ou menos submetidos ao domínio do Reino de Dublim e a partir da década de 990 até 1079 a ilha esteve sob a posse do jarl das Órcades. Os restos arqueológicos na ilha, inflexões na escritura de suas pedras rúnicas, a ausência de tumbas de indivíduos de gênero feminino e o uso de nomes próprios de origem gaélico fazem supor que os primeiros conquistadores viquingues procediam de outros assentamentos do mar de Irlanda, possivelmente de segunda, terceira ou mais gerações, e que rapidamente se converteram na casta dominante.
Teve um tempo que as Hébridas e Mann estiveram sendo governadas pela dinastia dos Uí Ímair. Sugeriu-se que Lagmano Godredsson, filho de Gofraid mac Arailt pôde governar o Reino de Mann até 1005 quando foi expulso por Brian Boru, o que implicaria que os jarls das Órcadas não controlaram Mann a princípios do século XI, mas é uma conjectura. Não obstante pode-se assegurar que Echmarcach mac Ragnaill e seus sucessores governaram o Reino de Mann, no entanto não está claro o seu domínio sobre as ilhas de Clyde e as Hébridas. A saga de Njal cita que Sigurdo, o Forte venceu o rei de Mann chamado Gudrodo (provavelmente Gofraid mac Arailt) e obteve um grande saque. Entre os membros do hird de Sigurdo encontravam-se Helgi e Grim Njalsson e Kári Sölmundarson.
Entre 1025 e 1065 teve uma importante e constante cunhagem de moedas em Mann para o comércio de Dublim. As primeiras moedas que se conhecem correspondem ao reinado de Sigtrygg Silkiskegg. Da dúzia de versões de moedas conhecidas, nenhuma mostra o perfil de um Rei de Mann.
Em 1073 com a queda do Reino de Dublim frente a  dinastia irlandesa Uí Briain, Sitric mac Amlaíb um viquingue [[hiberno-nórdico]] em companhia de dois netos de Brian Boru, Grande Rei da Irlanda, atacaram Mann, possivelmente com a intenção de anexar a ilha a Dublim, mas fracassaram e morreram todos na tentativa.
A hegemonia viquingue chega a seu fim num período politicamente instável (1095–1098) que culminou com uma guerra civil em Mann e uma cruel batalha em Santwat entre os viquingues do norte do jarl Otaro de Mann e os viquingues do sul do clã Macmaras (ou MacManus) com resultado da morte de ambos caudilhos. Um filho de Gudrodo Crovan, Lagmano reinaria brevemente como caudilho viquingue até a conquista protagonizada por Magnus III da Noruega que abriria outro capítulo na história medieval da ilha de Man.

## Tynwald
Uma entrada nas Crónicas de Mann que corresponde ao período entre 1176 e 1187 cita a assembleia de «todo o povo de Mann» (omni mannensi populo) e na entrada do ano 1237 se cita a «assembleia de todos os homens de Mann» (congregatio totius Mannensis populi apud tingualla), uma direta menção do Tynwald que  evidencia a origem escandinava. Ainda que as citações  são tardias, a herança de um thing que legislava sobre os assuntos dos viquingues como resolver disputas, promulgar e executar leis e debater assuntos próprios da ilha, procede indubitavelmente da antiga tradição asssembleanista dos povos nórdicos.

## Dirigentes do reino viquingue de Mann

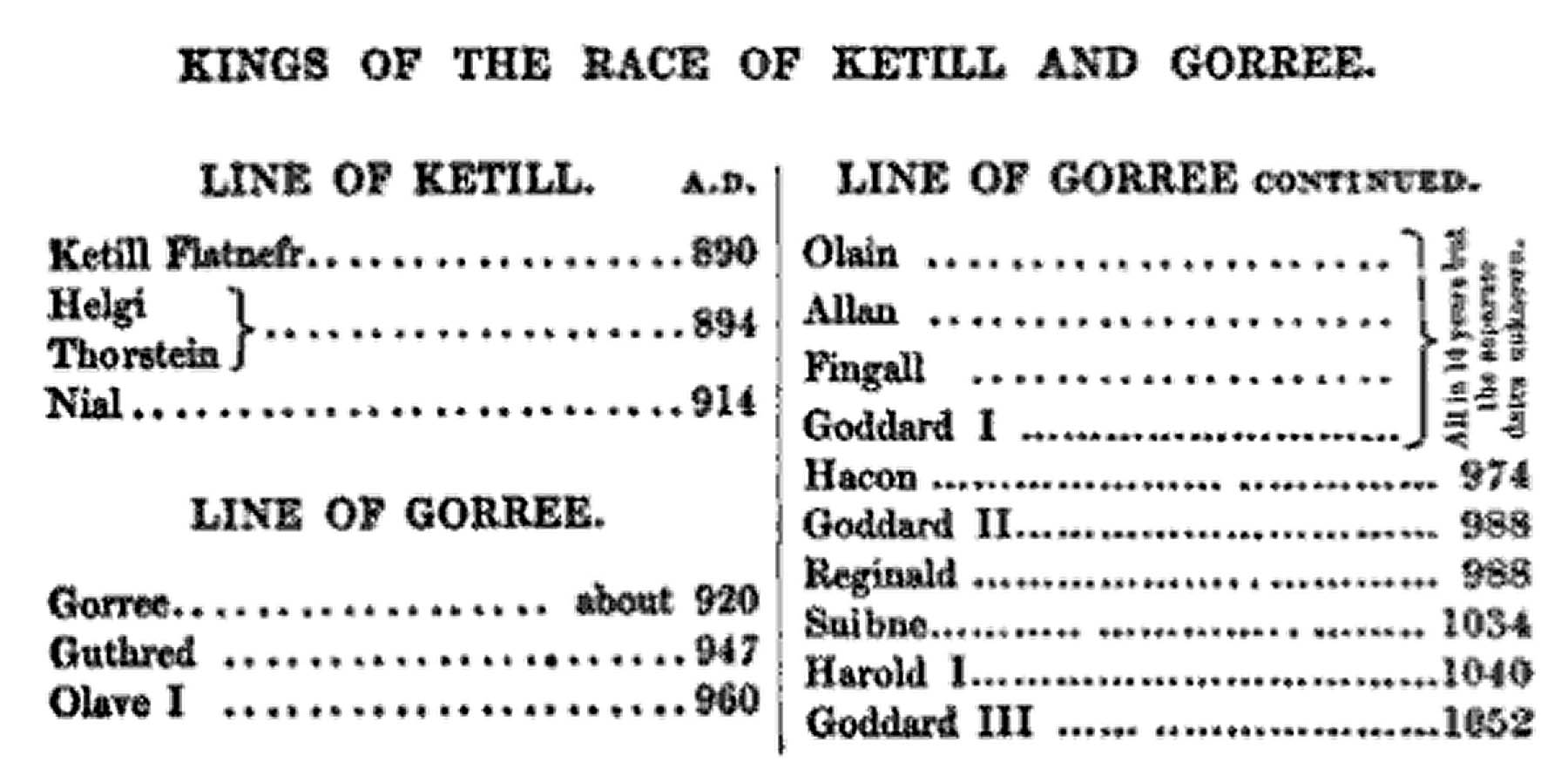
Relação de governantes nórdicos de Mann entre 890 e 1052 segundo uma obra de Joseph Train (1845). A dinastia Gorree está vinculada ao lendário Gudrodo Crovan

| Jarl ou Rei de Mann (e as Hébridas) | Período     | Título                                                        | Notas |
| ----------------------------------- | ----------- | ------------------------------------------------------------- | --- |
| Ottir Iarla                         | 912?–914?   | Jarl e «Senhor da Ilha de Mann»                               | Possivelmente vassalo de Ragnall ua Ímair. |
| Ragnall ua Ímair                    | 914–921?    | ?                                                             | Derrotou a Bárid mac Oitir na batalha naval em 914. |
| Gofraid ua Ímair                    | pré 927?–?  | ?                                                             | Pai de Amlaíb Cuarán. Dominou Dublim, provavelmente Mann e grande parte da costa de Galloway e noroeste de Inglaterra.                                                          |
| Olaf III Guthfrithson               | pré 935–941 | Rei de Northumbria e possivelmente rei das Ilhas.             | Casou com uma filha de Constantino II de Escócia |
| Olaf Cuaran                         | 941?–980    | Rei de Northumbria e rei das Ilhas                            | Sucedeu a Amlaíb mac Gofraid (Olaf III Guthfrithson) como rei de Northumbria.                                                                                                   |
| Maccus mac Arailt                   | 980–?       | Rei das Ilhas                                                 | |
| Gofraid mac Arailt                  | ?–989       | Rei das Ilhas                                                 | Irmão de Maccus mac Arailt |
| Jarl Gilli                          | 990–?       | Jarl das Hébridas                                             | Vassalo de Sigurdo, o Forte |
| Ragnall mac Gofraid                 | ?–1005      | Rei das Ilhas                                                 | Filho de Gofraid mac Arailt |
| Lagmann Godredsson                  | ?–1005      | Rei dos «suecos»                                              | Possivelmente filho de Gofraid mac Arailt. |
| Sigurd o Forte                      | 1005–1014   | Jarl das Órcadas e Mormaer de Caithness                       | Vassalo da Coroa da Noruega |
| Kenneth Godfredsson                 | 1015–1016   | Rei de Mann                                                   | Possivelmente outro filho de Gofraid mac Arailt. |
| Håkon Eiriksson*                    | 1016–1030   | Soberano das Suaðreyjar (ou Ilhas Meridionais)                | Possivelmente vassalo de Canuto, o Grande |
| Olaf Sigtryggsson*                  | 1030?–1034  | Rei de Mann e de outras ilhas                                 | Filho de Sigtrygg Silkbeard e neto de Olaf Cuaran |
| Sven Kennethson*                    | ?–1034      | Rei de Mann                                                   | |
| Harald o Negro*                     | 1035–1040   | Rei de Mann                                                   | Pai de Godred Crovan |
| Thorfinn Sigurdsson                 | 1040?–1058? | Jarl das Orcadas e mormaer de Caithness                       | Vassalo da Coroa da Noruega |
| Echmarcach mac Ragnaill*            | 1052–1061   | Rei de Mann                                                   | Provavelmente governou Dublim e Mann antes de 1052, quando foi expulso por Diarmait mac Maíl na mBó. Possível filho de Ragnall mac Gofrith e portanto também rei de Innse Gall. |
| Murchad mac Diarmata*               | 1061–1070   | Rei de Dublim e Mann                                          | |
| Diarmait mac Maíl na mBó            | 1070–1072   | Rei de Dublim e as Ilhas                                      | |
| Godred Sigtryggsson                 | ?–1070      | Rei de Mann                                                   | |
| Fingal Godredson                    | 1074–1079?  | Rei de Mann                                                   | Filho de Godred Sigtryggsson |
| Godred Crovan                       | 1079–1094   | Rei de Dublim, Mann e as Ilhas                                | |
| Jarl Óttar(?)                       | 1095?–1098? | Senhor da metade norte da ilha de Mann durante a Guerra Civil | |
| Lagmano                             | 1095?–1099? | Rei de Mann                                                   | Filho de Godred Crovan. Foi derrocado por Magnus III de Noruega |

## Enlaces exteriores
- «Diocese de Sodor e Man», Cap. II, Período escandinavo 850-1275)». (em inglês)